# Neochóri (Ypáti)
Neochóri, en grec moderne : Νεοχώρι ou Nechóri (Νεχώρι), est un village du dème de Lamía dans le district régional de Phthiotide, en Grèce-Centrale.
Selon le recensement de 2011, la population du village compte 197 habitants.